# Onderzoeksraad voor Veiligheid
Pour les articles homonymes, voir DSB.
L'Onderzoeksraad voor Veiligheid (OVV ; littéralement Conseil de recherche pour la Sécurité, parfois traduit en français par : « Bureau pour la sécurité néerlandais », officiellement traduit en anglais par : Dutch Safety Board, DSB, « Conseil néerlandais de sécurité ») est une agence exécutive du gouvernement des Pays-Bas, qui est responsable des enquêtes sur les accidents aéronautiques, routiers, maritimes, ferroviaires et autres types graves.
Succédant au Conseil pour la Sécurité des transports (Raad voor de Transportveiligheid) le 1er février 2005, l'OVV a son siège à La Haye. L'organisation est sous tutuelle du ministère de la Justice et de la Sécurité.

## Présidence
Le premier président de l'OVV est l'universitaire et membre de la famille royale Pieter van Vollenhoven, à qui le haut fonctionnaire Tjibbe Joustra succède le 7 février 2011. Le 1er mai 2019, Jeroen Dijsselbloem, ancien ministre des Finances et président de l'Eurogroupe, prend la présidence de l'OVV pour un mandat de quatre ans après sa nomination en conseil des ministres sur proposition du ministre de la Justice et de la Sécurité. Il ne finit cependant pas son mandat, nommé bourgmestre d'Eindhoven à l'automne 2022. Le 1er mai 2023, Chris van Dam, ancien policier, procureur et représentant pour le CDA à la Seconde Chambre (2017-2021), lui succède.